# Estación Cañada de Gómez
Cañada de Gómez es una estación de ferrocarril ubicada en la ciudad homónima, en el Departamento Iriondo, Provincia de Santa Fe, Argentina.

## Servicios
Es una estación intermedia del servicio diésel interprovincial de pasajeros que se presta entre las estaciones Retiro y Córdoba.
Desde octubre de 2014 la empresa estatal Trenes Argentinos Operaciones se hace cargo plenamente de este servicio.
Se prevé que para fines de diciembre de 2021 se hagan las primeras pruebas para el futuro servicio metropolitano entre Rosario y Cañada de Gómez, siendo esta última, cabecera del servicio.

## Historia
Comenzó a construirse en el año de 1863, dos años después de producirse en sus inmediaciones la matanza y posterior batalla de Cañada de Goméz en el contexto de las largas y sangrientas guerras civiles argentinas. En dicho acontecimiento murieron más de 300 soldados (la mayoría fueron degollados y fusilados), mientras que hubo casi 200 heridos y prisioneros. Fue finalmente inaugurada en 1866, junto con el ramal Rosario-Tortugas, un tramo del ramal Rosario-Córdoba del Ferrocarril Central Argentino. Según un convenio firmado con el presidente de entonces, Bartolomé Mitre, la empresa del recibía a cambio, entre otras cosas, una legua de tierras a cada lado de la vía en toda la extensión de la línea, las cuales debían ser pobladas. Al mismo tiempo, se formó la Compañía de Tierras del Central Argentino, encargada de la venta de las tierras a inmigrantes provenientes de Europa, quienes se fueron instalando en colonias a lo largo del recorrido del ramal. Luego, a raíz de la inmigración y la venta de las tierras cercanas al ferrocarril, crecería el pueblo de Cañada de Gómez.

### Toponimia
La estación debe su nombre al capitán Miguel Gómez, un estanciero de la época colonial.